# Nižný Žipov
Nižný Žipov (em húngaro: Magyarizsép) é um município da Eslováquia, situado no distrito de Trebišov, na região de Košice. Tem 17,07 km² de área e sua população em 2018 foi estimada em 1.461 habitantes.

## Demografia
| Ano:        | 1994 | 2004    | 2014    | 2024   |
| ----------- | ---- | ------- | ------- | ------ |
| Broj ljudi: | 1193 | 1350    | 1503    | 1496   |
| Razlika:    |      | +13,16% | +11,33% | -0,46% |

| Ano:               | 2023 | 2024   |
| ------------------ | ---- | ------ |
| Número de pessoas: | 1477 | 1496   |
| Diferença:         |      | +1,28% |